# Isle of Jura
Isle of Jura Single Malt – szkocka single malt whisky, produkowana na wyspie Jura położonej w wewnętrznym paśmie Hebrydów (niedaleko Islay).

## Historia
Pierwsza, oficjalna gorzelnia na wyspie powstała w 1810, są jednak dowody świadczące, że destylacja na tym terenie odbywała się już w 1502. Przez lata gorzelnia rozwijała się, wciąż jednak mieści się w tym samym miejscu i czerpie wodę z tych samych naturalnych źródeł. Jest jedyną destylarnią na wyspie. W 2004 roku zakład przejął Whyte and Mackay, ten zaś został wchłonięty w 2007 przez United Spirits Limited. W odróżnieniu do swoich cięższych w smaku sąsiadów z wyspy Islay, Isle of Jura jest lekko torfowa, o delikatnym smaku i nucie miodu akacjowego.

## Butelkowanie
Na rynku dostępne są wersje 10-, 16- i 21-letnie oraz whisky zwana Superstition.